# Filipe Duarte (futebolista)
Filipe Manuel Cordeiro Duarte (Lisboa, 30 de março de 1985), conhecido apenas por Filipe Duarte, é um futebolista macaense que atua como zagueiro. Atualmente joga pelo Chao Pak Kei.

## Carreira em clubes
Se profissionalizou em 2004, no Benfica B, mas não jogou nenhuma partida. A estreia oficial foi pelo Apollon Limassol, onde foi campeão cipriota na temporada 2005–06, além de ter conquistado uma Supercopa nacional. Voltaria a Portugal em 2007, jogando por Operário dos Açores e Oriental.
Em 2012, foi para o Benfica de Macau, filial dos Encarnados na região administrativa especial pertencente à China. Venceu 5 títulos da Liga de Elite (todos de forma consecutiva) entre 2014 e 2018, além de ter sido eleito Jogador do Ano de Macau em setembro de 2019, tendo recebido 85,11% dos votos. Em 2024, após 103 partidas e 19 gols marcados, Filipe Duarte assinou com o Chao Pak Kei, onde conquistou a Liga de Elite em 2024.

## Seleção Macaense
Nascido em Lisboa e tendo representado as seleções de base de Portugal, Filipe Duarte optou em defender a Seleção de Macau, estreando em março de 2016 contra a Malásia, e marcou seu primeiro gol em junho do mesmo ano, no empate por 2 a 2 com a Mongólia.
Seu último jogo pela Seleção do Lótus foi contra Myanmar, em outubro de 2023, encerrando a carreira internacional para abrir espaço a atletas mais jovens. Em agosto de 2024, o zagueiro decidiu voltar a representar Macau em partidas oficiais, mas não atuou nas partidas contra Brunei, pelas eliminatórias da Copa da Ásia de 2027.

## Títulos
Benfica de Macau
- Liga de Elite: 2014, 2015, 2016, 2017, 2018
- Taça de Macau: 2013, 2014, 2017

Chao Pak Kei
- Liga de Elite: 2024

Apollon Limassol
- Campeonato Cipriota: 2005–06
- Supercopa do Chipre: 2006